# Kod lotniska IATA

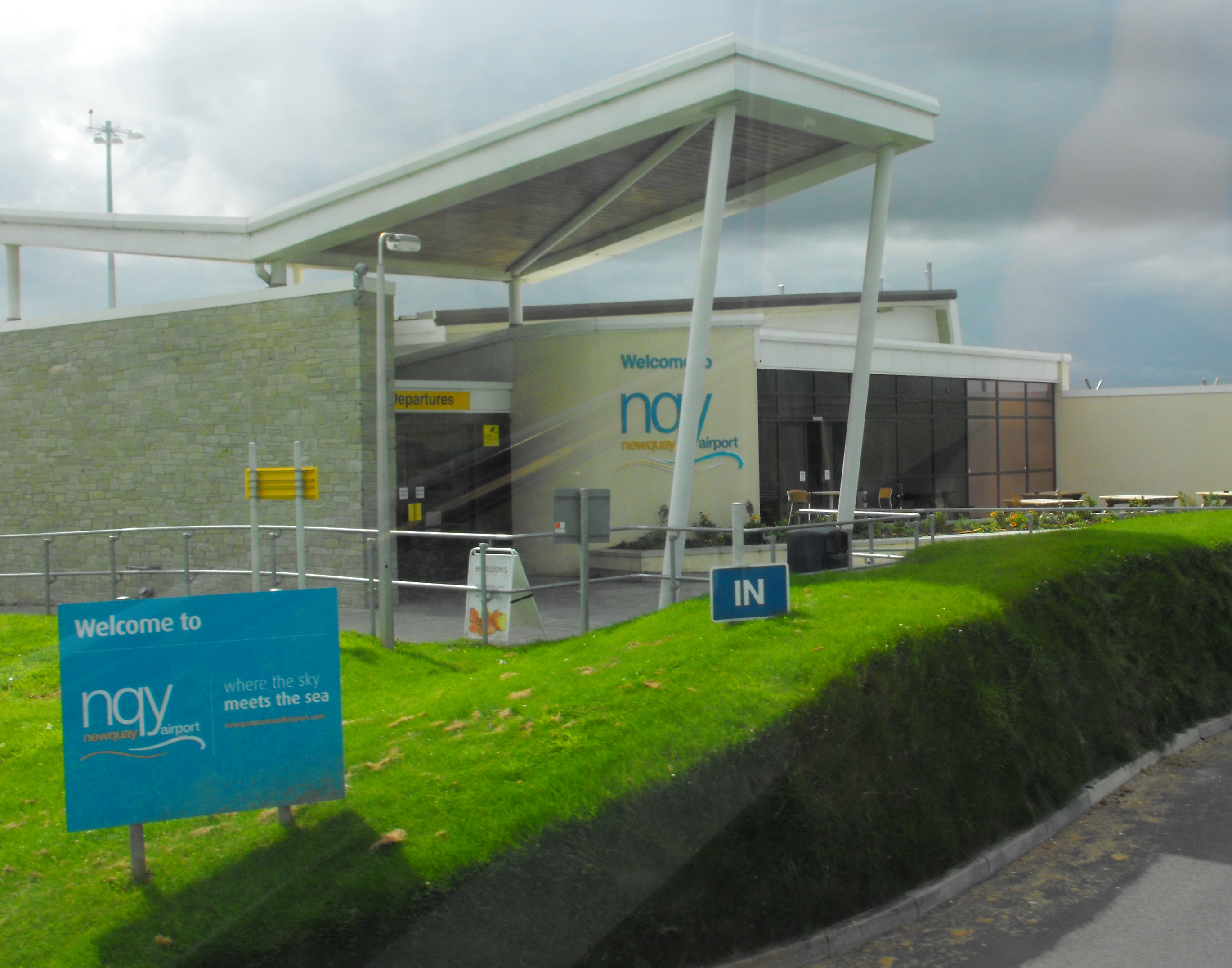
Port lotniczy Newquay – oznaczenie IATA NQY stało się znakiem firmowym lotniska

Kod lotniska IATA – trzyliterowy kod alfanumeryczny służący do oznaczania portów lotniczych na całym świecie. Kody te nadawane są przez Międzynarodowe Zrzeszenie Przewoźników Powietrznych (IATA). Kodowe oznaczenia ułatwiają organizację transportu lotniczego, m.in. przy przewozie bagaży pasażerów. Oznaczenie lotniska kodem IATA nie jest jednak unikatowe: spośród 17 576 możliwych kodów używanych przez lotniska powtarza się 323 z nich.
Oznaczenie kodu, zwłaszcza w przypadku największych lotnisk, nawiązuje najczęściej do nazwy miasta, które jest obsługiwane przez port (np. ATL – Port lotniczy Atlanta – Hartsfield-Jackson, DJE – Lotnisko Djerba Zarzis, FRA – Port lotniczy Frankfurt, WAW – Lotnisko Chopina w Warszawie lub do nazwy nadanej lotnisku (np. CDG – Port lotniczy Paryż-Roissy-Charles de Gaulle, JFK – Port lotniczy Johna F. Kennedy’ego w Nowym Jorku). Mniejszym lotniskom nadano kody mniej odpowiadające ich nazwom.
Obok kodów IATA używane są także czteroliterowe kody ICAO.

## Kody IATA w Polsce
| Miasto         | Lotnisko                              | Kod IATA |
| -------------- | ------------------------------------- | -------- |
| Biała Podlaska | Lądowisko Biała Podlaska              | BXP      |
| Bydgoszcz      | Port lotniczy Bydgoszcz-Szwederowo    | BZG      |
| Częstochowa    | Lotnisko Częstochowa-Rudniki          | CZW      |
| Gdańsk         | Port lotniczy Gdańsk im. Lecha Wałęsy | GDN      |
| Gliwice        | Lotnisko Gliwice-Trynek               | QLC      |
| Katowice       | Port lotniczy Katowice-Pyrzowice      | KTW      |
| Koszalin       | Lądowisko Koszalin-Zegrze Pomorskie   | OSZ      |
| Kraków         | Port lotniczy Kraków-Balice           | KRK      |
| Lublin         | Port lotniczy Lublin                  | LUZ      |
| Łódź           | Port lotniczy Łódź-Lublinek           | LCJ      |
| Olsztyn        | Port lotniczy Olsztyn-Mazury          | SZY      |
| Poznań         | Port lotniczy Poznań-Ławica           | POZ      |
| Radom          | Port lotniczy Warszawa-Radom          | RDO      |
| Rzeszów        | Port lotniczy Rzeszów-Jasionka        | RZE      |
| Szczecin       | Port lotniczy Szczecin-Goleniów       | SZZ      |
| Warszawa       | Lotnisko Chopina w Warszawie          | WAW      |
| Warszawa       | Port lotniczy Warszawa-Modlin         | WMI      |
| Wrocław        | Port lotniczy Wrocław-Strachowice     | WRO      |
| Zielona Góra   | Port lotniczy Zielona Góra-Babimost   | IEG      |